# Gösen
Pour la ville du Japon, voir Gosen.
Gösen est une commune allemande de l'arrondissement de Saale-Holzland, Land de Thuringe.

## Géographie
Gösen se situe sur la Bundesautobahn 9.
|            | Heideland |  |
| Petersberg | Gösen     |  |
|            | Eisenberg |  |

## Histoire
Gösen est mentionné pour la première en 1219.

## Source, notes et références
- (de) Cet article est partiellement ou en totalité issu de l’article de Wikipédia en allemand intitulé « Gösen » (voir la liste des auteurs).